# Punta Allen
Punta Allen es una saliente de tierra que marca el límite norte de la boca de la Bahía de la Ascensión y ahí se localiza un faro. Hoy integrada a la población Javier Rojo Gómez, del estado mexicano de Quintana Roo, ubicada en el costa del Mar Caribe, en el municipio de Tulum
.

## Localización
Punta Allen se encuentra localizada a unos 50 kilómetros al sur de la ciudad de Tulum, en el extremo de una delgada lengua de tierra rodeada de mar por ambos lados y marca el extremo norte de una de los dos bahías de baja profundidad que se localizan al centro de las costas de Quintana Roo (la otra bahía es la Bahía del Espíritu Santo). 
La población está enclavada dentro de la Reserva Especial de la Biósfera de Sian Ka'an lo cual la convierte en un lugar de un gran atractivo y riqueza natural.

## Puntas
En la Península de Yucatán el término Punta se utiliza para designar las formaciones relacionadas con la configuración de la costa. Por su morfología es posible distinguir dos tipos de Puntas: los extremos del cordón litoral que señalan las entradas de mar hacia los esteros y, por otro lado, las salientes de tierra hacia el mar, sean arenosas o pétreas, y que marcan un cambio de dirección en el trazo de la línea del litoral.

## Riviera maya
Punta Allen es considerada actualmente como el extremo sur de la Riviera Maya, anteriormente considerada únicamente hasta Tulum; sin embargo, el turismo en ella es aún incipiente y enfocado principalmente hacia las visitas denominadas ecológicas y de aventura. Es considerado un lugar ideal para el descanso, la práctica de deportes acuáticos y el contacto con la naturaleza en un estado puro. Tiene facilidades de hospedaje y los servicios básicos para el turismo.
La comunicación con Punta Allen se da únicamente a través de la carretera que la une con Tulum y el resto del estado de Quintana Roo.